# Morzeny
Morzeny é uma personagem fictícia do filme Moscou contra 007 (From Russia With Love), segundo da franquia cinematográfica do espião inglês James Bond, criado por Ian Fleming. Foi interpretado nas telas pelo ator alemão Walter Gotell, que participou de mais seis filmes da franquia, no papel do General Gogol, um aliado de 007.

## Características
Morzeny é o diretor do centro de treinamento da organização terrorista internacional SPECTRE, onde ela forma seus assassinos. Ele mostra à vilã Rosa Klebb os métodos de treinamento quando da visita dela ao centro, inclusive com o uso de alvos humanos reais. Seu papel na SPECTRE além deste parece ser de um executor, pois mata com um punhal envenenado escondido no sapato o nº5 da organização, Kronsteen.

## No filme
Ele aparece logo no início do filme, antes dos créditos de abertura, como o coordenador do centro de treinamento da SPECTRE, que marca o tempo que o assassino Red Grant levou para matar um dos alunos, que usava uma máscara de James Bond, deixando claro que Grant treinava para executar o espião inglês num encontro futuro. Quando da visita de Rosa Klebb, nº3 da SPECTRE e traidora da agência de inteligência soviética SMERSH, ele ciceronea a vilã pelo centro, mostrando-lhe todas as técnicas de assassinato e terrorismo que são treinadas na instalação e lhe apresenta Grant, o assassino treinado para matar Bond.
Em sua terceira participação, Morzeny entra na sala onde Klebb e Kronsteen, respectivamente nº3 e nº5 da SPECTRE, recebem uma reprimenda de Ernst Stavro Blofeld, o chefão da organização – no filme chamado apenas de nº1 e sem que seu rosto apareça –  por terem falhado no plano para matar Bond e a um sinal do chefe mata Kronsteen com um punhal envenenado que sai do bico de seu sapato. Na perseguição posterior em lanchas que Morzeny e seus homens fazem a Bond e a Tatiana Romanova, sua lancha é explodida por Bond e ele cai no mar com o corpo se incendiando, sendo presumivelmente morto.